# Oreoweisia erosa
Oreoweisia erosa là một loài Rêu trong họ Dicranaceae. Loài này được (Hampe ex Müll. Hal.) Kindb. mô tả khoa học đầu tiên năm 1888.